# بنغل زهي
بنغل زهي (بالفارسية: بنگل زهی) هي قرية تقع في منطقة بولان في إيران. يقدر عدد سكانها بـ 320 نسمة بحسب إحصاء 2016.